# Antônio Carlos Ribeiro de Andrada (IV)
Antônio Carlos Ribeiro de Andrada (Barbacena, Minas Gerais, 5 de setiembre de 1870 — Río de Janeiro, 1 de enero de 1946) fue un político brasileño.
Fue alcalde de Belo Horizonte, presidente de la Cámara de Diputados de Brasil, senador de la República, presidente de la Asamblea Nacional Constituyente de 1932-1933, ministro de estado y presidente del estado de Minas Gerais.

## Publicaciones
- O ministro da Fazenda da Independência e da Maioridade, Revista do Instituto Histórico e Geográfico Brasileiro, tomo 76, parte I. Rio de Janeiro; Imprensa Nacional; 1915; pg. 361-415 e em Rio de Janeiro: Jacinto Ribeiro dos Santos, 1918.

- Bancos de emissão do Brasil. Rio de Janeiro: Livraria Leite Ribeiro, 1923.

- A crise. O Câmbio. O papel-moeda. A carteira de redescontos. Discurso pronunciado em sessão de 29 de julho de 1921 na Câmara dos Deputados. Rio de Janeiro: Imprensa Oficial, 1921.

- Mensagem do presidente Antônio Carlos Ribeiro de Andrada apresentada ao Congresso mineiro. Belo Horizonte: Imprensa Oficial, agosto de 1927.

- Relatório do Ministro da Fazenda. Rio de Janeiro: Imprensa Nacional, 1918.